# Corinth (New York)
Pour les articles homonymes, voir Corinth et Corinth (village, New York).
Corinth est une ville américaine du comté de Saratoga dans l'État de New York.
La ville est située à une vingtaine de kilomètres au Sud-Ouest de la ville de Glens Falls, sur la rive occidentale du fleuve Hudson. Sa population était de 6 200 habitants au recensement de 2000.
Le nom de la ville fait référence à la cité grecque de Corinthe.

## Source
- (en) Cet article est partiellement ou en totalité issu de l’article de Wikipédia en anglais intitulé « Corinth, New York » (voir la liste des auteurs).